# Сун Чжаосу
Сун Чжаосу (кит. 宋照肃, март 1941, Наньян, Хэнань — 25 июля 2022, Шанхай) — китайский государственный и политический деятель, секретарь (глава) парткома КПК провинции Ганьсу (2001—2003).
Также председатель Собрания народных представителей Ганьсу (2003), ранее губернатор провинции Ганьсу (1999—2001).
Кандидат в члены ЦК КПК 15-го созыва, член Центрального комитета Компартии Китая 16-го созыва.

## Биография
Родился в марте 1941 года в уезде Наньян, провинция Хэнань. В 1964 году окончил политический факультет Университета Чжэнчжоу, годом позже вступил в Коммунистическую партию Китая.
С августа 1964 года в ходе Культурной революции работал в бригаде в уездах Сянчэн и Хуайян (Хэнань), дослужился до должности заместителя бригадира. С августа 1966 года — заместитель секретаря парткома коммуны «Ван Дянь» уезда Хуайян, с февраля 1969 года — сотрудник рабочей группы ревкома уезда Хуайян. С октября 1970 года — сотрудник политотдела ревкома административного округа Чжоукоу, заместитель начальника, начальник отдела окружного Организационного управления.
С октября 1980 г. — заместитель секретаря парткома КПК и глава администрации уезда Шаншуй (Хэнань).
С июля 1982 года — секретарь парткома КПК уезда Тайкан.
С августа 1983 года — заместитель секретаря парткома КПК округа Чжоукоу.
С сентября 1984 года — член парткома КПК провинции Хэнань, секретарь комиссии по политике и законодательству, председатель комиссии по работе с секретной информацией.
В январе 1988 года вступил в должность вице-губернатора провинции Хэнань. С апреля 1993 года проходил обучение в Центральной партийной школе КПК без отрыва от основной работы.
В марте 1998 года — временно исполняющий обязанности губернатора провинции Ганьсу. Утверждён в должности губернатора на очередной сессии Собрания народных представителей провинции.
В январе 2001 года назначен на высшую региональную позицию секретарём парткома КПК провинции Ганьсу. С января по август 2003 года — председатель Постоянного комитета Собрания народных представителей провинции Ганьсу по совместительству.
В августе 2003 года вышел в отставку из региональной политики, назначен заместителем председателя Комитета по охране окружающей среды Всекитайского собрания народных представителей 10-го созыва. В марте 2005 года избран членом Постоянного комитета ВСНП на 3-м пленуме ВСНП 10-го созыва.
Скончался 25 июля 2022 года в Шанхае в возрасте 81 года.